# Hideaki Ikematsu
Hideaki Ikematsu (池松 秀明 Ikematsu Hideaki?), född 10 januari 1986 i Osaka prefektur, är en japansk före detta fotbollsspelare.
Ikematsu började sin karriär 2004 i Kyoto Purple Sanga. 2007 flyttade han till Fagiano Okayama. Han avslutade karriären 2008.